# 마스다 다쿠야
마스다 다쿠야(일본어: 増田 卓也, 1989년 6월 29일 ~ )는 일본의 축구 선수이다.

## 구단 경력
그는 2012년부터 2023년까지 J리그의 산프레체 히로시마, V-파렌 나가사키, FC 마치다 젤비아, 로아소 구마모토에서 활동하였다.
2019년 3월 30일 에히메 FC전에서 단 하나의 슈팅을 허용하지 않아 2009년 11월 8일 소가하타 히토시 이후 역대 J리그 두 번째 피슈팅 제로의 기록을 세웠다.

## 국가대표팀 경력
그는 2010년 아시안 게임에 참가할 일본 U-23 국가대표팀에 발탁되었으며, 금메달 획득에 기여했다.